# Bothriospermum
Bothriospermum é um gênero de plantas pertencente à família Boraginaceae.

## Espécies
Contém as seguintes espécies:
- Bothriospermum chinense  Bunge
- Bothriospermum hispidissimum  Hand.-Mazz.
- Bothriospermum kusnezowii  Bunge
- Bothriospermum longistylum  Q. W. Lin & Bing Liu
- Bothriospermum secundum  Maxim.
- Bothriospermum zeylanicum  (J. Jacq.) Druce

- Commons
- Wikispecies